# Franz Andrysek

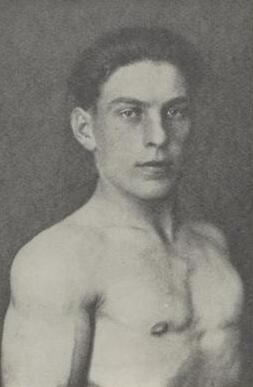
Franz Andrysek (1928)

Franz Andrysek (* 8. Februar 1906 in Wien (KG Stammersdorf); † 9. Februar 1981 ebenda) war ein österreichischer Gewichtheber und Olympiasieger 1928 im Federgewicht.

## Werdegang
Franz Andrysek wuchs als ältestes Kind einer kinderreichen Familie in Wien auf und begann mit vierzehn Jahren mit dem Gewichtheben. Er gehörte verschiedenen Vereinen an, dem "Lohnfuhrwerker" Athleten-Klub (AK) Wien, dem KSK "Karl-Swoboda" Wien und dem KSC "Oswald" Wien. 1924 wurde er österreichischer Juniorenmeister und belegte bei der Qualifikation für die Olympischen Spiele 1924 den 3. Platz. Er wurde daraufhin mit 18 Jahren zu den Olympischen Spielen nach Paris entsandt. Da ihm dort im beidarmigen Stoßen des Fünfkampfes drei Fehlversuche unterliefen, blieb er unplatziert.
In den Jahren 1925 bis 1927 fanden keine Welt- oder Europameisterschaften statt, so dass er erst 1928 wieder an einer großen internationalen Meisterschaft teilnehmen konnte, das waren die Olympischen Spiele in Amsterdam. In Amsterdam war er in Hochform und sicherte sich im olympischen Dreikampf des Federgewichts mit 287,5 kg (77,5-90-120) die Goldmedaille. 1929 wurde er in seiner Heimatstadt Wien auch Europameister im Federgewicht.
Seinen Sport übte er bis 1934 aus. In seiner Laufbahn musste er immer wieder längere verletzungs- bzw. krankheitsbedingte Trainingspausen einlegen, was sich auf seine Leistungen negativ auswirkte. Nach Beendigung seiner Laufbahn arbeitete er als Kaufmann und Hausmeister.

## Internationale Erfolge
| Jahr | Platz | Wettbewerb                                            | Wettkampfart | Gewichtsklasse | Ergebnisse |
| 1924 | unpl. | OS in Paris                                           | FK           | Feder          | nach drei Fehlversuchen im beidarmigen Stoßen; Sieger: Pierino Gabetti, Italien, 402,5 kg, vor Andreas Stadler, Österreich, 385 kg                      |
| 1925 | 1.    | Intern. Meisterschaft der Tschechoslowakei in Prag    | FK           | Leicht         | mit 425 kg (65-85-85-75-110) |
| 1926 | 3.    | Deutsche Kampfspiele in Köln                          | FK           | Feder          | mit 407,5 kg (65-85-77,5-70-110), hinter Eugen Mühlberger, VfK Mannheim, 435 kg (70-90-85-75-115) und Andreas Stadler, 412,5 kg (67,5-80-77,5-75-112,5) |
| 1928 | Gold  | OS Amsterdam                                          | OD           | Feder          | mit 287,5 kg (77,5-90-120), vor Pierino Gabetti, Italien, 282,5 kg und Hans Wölpert, Deutschland, 282,5 kg                                              |
| 1929 | 1.    | EM in Wien                                            | OD           | Feder          | mit 275 kg (72,5-87,5-115), vor Rudolf Troppert, Österreich, 260 kg (67,5-82,5-110) kg und Helmut Schäfer, Deutschland, 252,5 kg (67,5-80-105)          |
| 1929 | 1.    | Intern. Tschechoslowakische Meisterschaft in Preßburg | OD           | Feder          | mit 272,5 kg vor Rudolf Troppert, 267,5 kg u. Vacek, Tschechoslowakei, 245 kg                                                                           |
| 1934 | 3.    | EM in Genua                                           | OD           | Feder          | mit 282,5 kg (75-92,5-115), hinter Attilio Bescape, Italien, 285 kg (85-85-115) und Max Walter, Deutschland, 285 kg (80-90-115)                         |

## Nationale Erfolge
| Jahr | Platz | Wettbewerb                    | Wettkampfart | Gewichtsklasse | Ergebnisse |
| 1924 | 1.    | Österr. Juniorenmeisterschaft | VK           | Feder          | mit 320 kg (60-75-68,5-100) |
| 1924 | 3.    | Olympia-Qualif. in Wien       | FK           | Feder          | mit 375 kg, hinter Andreas Stadler, "Lohnfuhrwerker" AK Wien, 400 kg (65-80-75-70-110) und Willi Rosinek, Wiener Athleten-Club "Altona", 377,5 kg |
| 1925 | 1.    | Österr. Juniorenmeisterschaft | VK           | Feder          | mit 325 kg (67,5-75-72,5-110) |
| 1926 | 1.    | Wiener Meisterschaft          | FK           | Feder          | mit 436,5 kg (70-85-82,5-75-105), vor Willi Rosinek, KSV Wien, 411,5 kg                                                                           |
| 1926 | 1.    | Österr. Juniorenmeisterschaft | VK           | Feder          | mit 317,5 kg (67,5-75-70-105), vor Rudolf Troppert, AK "Ursus" wien, 302,5 kg                                                                     |
| 1927 | 1.    | Wiener Meisterschaft          | FK           | Feder          | mit 417,5 kg (70-85-70-82,5-110), vor Frank Schwenk, "Leopoldstädter" AK Wien, 410 kg und Rudolf Troppert, 390 kg                                 |
| 1928 | 1.    | Wiener Meisterschaft          | FK           | Feder          | mit 432,5 kg (72,5-85-77,5-87,5-110), vor Rudolf Troppert, 402,5 kg (65-80-67,5-80-110)                                                           |
| 1928 | 2.    | Olympia-Qualif. in Wien       | OD           | Feder          | mit 270 kg (75-80-115), hinter Andreas Stadler, 277,5 kg (72,5-85-120)                                                                            |
| 1928 | 5.    | Österr. Meisterschaft         | OD           | Leicht         | mit 267,5 kg; Sieger: Hans Haas (Gewichtheber), "Währinger" AK "Herkules" Wien, 305 kg                                                            |
| 1930 | 1.    | Österr. Meisterschaft         | OD           | Feder          | mit 265 kg (70-85-110), vor Franz Janisch, "Währinger" AK "Herkules" Wien, 260 kg                                                                 |
| 1934 | 1.    | österr. Meisterschaft         | FK           | Feder          | mit 420 kg (67,5-67,5-75-90-120), vor Franz Janisch, 382,5 kg                                                                                     |

Erläuterungen
- OS = Olympische Spiele, EM = Europameisterschaft
- OD = olympischer Dreikampf, bestehend aus beidarmigem Drücken, Reißen und Stoßen; VK = Vierkampf, bestehend aus einarmigem Reißen, einarmigem Stoßen, beidarmigem Drücken und beidarmigem Stoßen; FK = Fünfkampf, bestehend aus einarmigem Reißen, einarmigem Stoßen, beidarmigem Drücken, beidarmigem Reißen und beidarmigem Stoßen
- Federgewicht, Gewichtsklasse bis 60 kg, Leichtgewicht, bis 67,5 kg Körpergewicht
- bei Wettkämpfen in Österreich war bis 1927 das freie und das unfreie Umsetzen gestattet. Athleten, die frei umsetzten, erhielten dafür einen "Zuschlag" von 10 % der gehobenen Last

## Weltrekorde
im beidarmigen Reißen:
- 1928 in Amsterdam 90 kg, Fe,

im olympischen Dreikampf:
- 1928 in Amsterdam 287,5 kg (nur inoffizielle Bestleistung, da damals in den Mehrkämpfen keine Weltrekorde geführt wurden)